# I'm Not Scared (chanson)
Singles de Eighth Wonder
When the Phone Stops Ringing
(1987) Cross My Heart (en)
(1988)
I'm Not Scared, littéralement en français : Je n'ai pas peur, est une chanson du groupe pop britannique Eighth Wonder, sortie en février 1988 chez CBS en tant que premier single extrait de leur premier album, Fearless (en) (1988). La chanson connaît un grand succès en France, en Italie, en Suisse et en Allemagne de l'Ouest où elle se classe parmi les dix meilleurs titres. Écrite par les Pet Shop Boys, la version originale contient plusieurs mots en français. J'ai pas peur est l'adaptation française de I'm Not Scared et le titre figure en face B des singles 45 tours et 33 tours. La version « disco mix » 33 tours combine les deux versions en un seul long mix. Les Pet Shop Boys ont également sorti leur propre version de la chanson, avec la voix de Neil Tennant, sur l'album Introspective.